# 弗拉季斯拉夫·费里奇阿诺维奇·霍达谢维奇

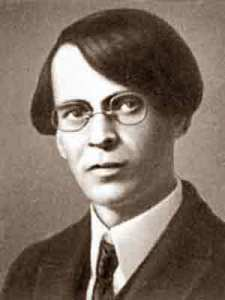
霍达谢维奇肖像照

弗拉季斯拉夫·费里奇阿诺维奇·霍达谢维奇（俄语：Владисла́в Фелициа́нович Ходасе́вич，1886年5月16日—1939年6月14日），是一名俄罗斯诗人、文学批评家。
霍达谢维奇1886年出生于俄罗斯莫斯科，父亲是波兰贵族，母亲是改信基督教的犹太人后裔。霍达谢维奇曾就读于莫斯科国立大学但最终肄业。1939年，在霍达谢维奇去世前几周，他出版了最后一部作品回忆录《大墓地》。